# Rivière Shira
La Shira (en gaélique écossais Siara / Abhainn Siara), est une rivière d'Écosse.

## Description
Prenant sa source à 350 m d'altitude près de la source de la rivière Fyne, elle traverse le glen Shira et se jette dans le réservoir de Lochan Shira, alimentant les barrages de la centrale électrique de 5 MW Sron Mor (Big Nose) à 340 mètres d'altitude et chutant de 49 mètres,. La rivière comprend quelques cascades et îles, dont Eilean an Eagail (L'île de la peur).
Elle finit par se jeter dans le loch Dubh, où se trouvaient autrefois le château et les crannogs de l'ancien clan MacNaghten, puis près de la maison de Stuart Liddell.